# سلاح‌های غیرخودکار
سلاح‌های غیرخودکار انواعی از سلاح‌های گرم هستند که پس از هر شلیک باید به صورت دستی مسلح شوند.
تفنگ‌های شکاری طبق مقررات شکار باید غیرخودکار باشند.
تفنگ‌های غیر خودکار معمولاً گلنگدن دستی دارند.